# Dème d'Íasmos
Le dème d'Íasmos (grec moderne : Δήμος Ιάσμου) est un dème situé dans la périphérie de Macédoine-Orientale-et-Thrace en Grèce. Le dème actuel est issu de la fusion en 2011, dans le cadre du programme Kallikratis, entre les dèmes d'Íasmos, d'Amaxádes et de Sóstis.
Selon le recensement de 2021, la population du dème compte 12 247 habitants.